# John Torrey
John Torrey (New York, 15 augustus 1796 - aldaar, 10 maart 1873) was een Amerikaanse botanicus. Gedurende zijn jeugd bracht hij zijn vrije tijd door met het verzamelen van planten in de buurt van zijn ouderlijk huis in New York. Op zijn vijftiende ontmoette hij in de gevangenis waar zijn vader werkte, Amos Eaton, een leraar natuurwetenschappen die hem in de principes van botanie, mineralogie en scheikunde onderwees.
In 1815 begon Torrey met een studie geneeskunde aan College of Physicians and Surgeons, een onderdeel van Columbia University. In 1817 werd hij aangenomen om mee te werken aan Catalogue of the Plants Growing Spontaneously Within Thirty Miles of New York, dat in 1819 werd gepubliceerd. In 1818 haalde hij zijn artsexamen en opende hij een artsenpraktijk in New York, terwijl hij zich in zijn vrije tijd nog steeds bezighield met botanie. In 1824 werd hij assistent-chirurg in West Point en kreeg hij tevens de leerstoel chemie, geologie en mineralogie aan de United States Military Academy aangewezen. Van 1827 tot 1855 was hij hoogleraar in de botanie en de chemie aan Columbia University College of Physicians and Surgeons. Tegelijkertijd was hij van 1830 tot 1854 ook parttime-hoogleraar in de chemie en de natuurlijke historie aan College of New Jersey, de latere Princeton University.
In de loop van de tijd raakte Torrey gefrustreerd over het kunstmatige systeem van Carl Linnaeus en schreef hij een handboek waarin hij zich baseerde op het natuurlijke systeem van Antoine Laurent de Jussieu, waarin planten werden gecategoriseerd in families. Later gebruikte hij dit systeem ook voor een groter werk dat in 1824 werd gepubliceerd: The Flora of the Northern and Middle States. In 1831 had hij de leiding over de publicatie van een Amerikaanse herdruk van de eerste editie van Introduction to the Natural System of Botany van John Lindley. Hij voegde hier een catalogus met Amerikaanse plantengeslachten geclassificeerd volgens dit systeem aan toe. In 1836 werd hij benoemd tot botanicus van de staat New York, waarna hij een flora van de staat New York samenstelde. Deze flora werd in 1843 gepubliceerd als Flora of the State of New York. Van 1838 tot 1843 hield hij zich ook bezig met de publicatie van de vroege delen van The of Flora of North America, waarbij hij werd geassisteerd door zijn leerling Asa Gray.
Torrey breidde zijn werkgebied uit naar de Great Plains en het westen van de Rocky Mountains. Ook verzamelde en identificeerde hij planten in de omgeving van de Pacific Railroad, de Mexicaanse grens en de planten verzameld op de expedities van Stephen Long, Joseph Nicollet, John Fremont, William Emory, Samuel Sitgreaves, Howard Stansbury, Randolph Marcy en Charles Wilkes. Torrey was lid van meerdere wetenschappelijke genootschappen in Noord-Amerika en Europa. Hij werd twee keer gekozen tot voorzitter van de New York Academy of Sciences. Van 1853 tot aan zijn dood in 1873 was hij hoofdanalist mineralen en ertsen van de United States Assay Office en hield hij zich ook nog steeds bezig met botanie. In 1858 richtte hij de Botanical Club of New York op en werd hij daarvan de eerste voorzitter. Later werd deze organisatie ter ere van hem omgedoopt in Torrey Botanical Club, een organisatie die onder de naam Torrey Botanical Society nog steeds bestaat.
Torrey was de leermeester van een aantal wetenschappers waarvan botanicus Asa Gray en geoloog Joseph LeConte de bekendste waren. Tijdens zijn leven verzamelde hij een grote collectie herbariummateriaal die hij in 1960 overdroeg aan de Columbia University, waarna het uiteindelijk werd opgenomen in de collectie van de New York Botanical Garden.
Voor botanische namen die Torrey heeft gepubliceerd, wordt de aanduiding Torr.  gebruikt. Het geslacht Torreya uit de taxusfamilie (Taxaceae) is naar hem vernoemd.